# Nepomuk (Vorname)
Nepomuk (oft auch als feste Namensverbindung Johann(es) Nepomuk) ist ein männlicher Vorname, der auf Johannes von Nepomuk aus Nepomuk, einer Stadt in Böhmen, zurückgeht.

## Namenstage
- 20. März (Hl. Nepomuk), in Tschechien 16. Mai[1]

## Bekannte Namensträger
Doppelname Johann(es) Nepomuk
- Johann Nepomuk David (1895–1977), österreichischer Komponist
- Peter Johann Nepomuk Geiger (1805–1880), Maler und Zeichner
- Johann Nepomuk Hemauer (1799–1872), Priester und Kanonikus, Beichtvater Ludwigs I. von Bayern
- Johann Nepomuk Hofzinser (1806–1875), einer der berühmtesten Zauberkünstler des 19. Jahrhunderts, hauptberuflich österreichischer Beamter
- Johann Nepomuk Hummel (1778–1837), Komponist und Pianist
- Johann Nepomuk Mälzel (1772–1838), Erfinder und Mechaniker
- Johann Nepomuk Muxel (1790–1870), deutscher Lithograph und Radierer
- Johann (Nepomuk Eduard Ambrosius) Nestroy (1801–1862), österreichischer Schauspieler, Sänger, Dramatiker und Satiriker
- Johannes Nepomuk Neumann (1811–1860), Bischof von Philadelphia und Heiliger der katholischen Kirche
- Johannes Nepomuk Remiger (1879–1959), tschechoslowakischer römisch-katholischer Geistlicher und Weihbischof in Prag (bis 1941)
- Johann Nepomuk Rust (1775–1840), preußischer Generalchirurg und Präsident des Königlichen Curatoriums für die Krankenhaus-Angelegenheiten
- Johann Nepomuk Schelble (1789–1837), deutscher Dirigent, Sänger und Pädagoge
- Johann Nepomuk Sepp (1816–1909), deutscher Historiker, Volkskundler, Kirchenhistoriker und Politiker
- Johann Nepomuk Strixner (1782–1855), deutscher Zeichner, Lithograf und Kupferstecher
- Johann Nepomuk von Tschiderer  (1777–1860), von 1835 bis 1860 Fürstbischof von Trient, Seliger der katholischen Kirche
- Johann Nepomuk Graf Wilczek (1837–1922), österreichischer Polarforscher und Kunstmäzen

Nepomuk
- Nepomuk „Nepo“ Fitz (* 1981), deutscher Musikkabarettist, Sänger und Pianist
- Nepomuk Ullmann (* 1943), deutscher Schriftsteller, Dichter und Lyriker
- Nepomuk Zöllner (1923–2017), deutscher Internist

Zwischenname
- Bernard(us Placidus Johann Nepomuk) Bolzano (1781–1848), katholischer Priester, Philosoph und Mathematiker
- Maximilian Nepomuk Mutzke (* 1981), deutscher Sänger, Songwriter und Schlagzeuger

## Diminutiv
- Pumuckl, eine Koboldsfigur

## Fiktive Figuren
- Ein Halbdrache in dem Buch Jim Knopf und Lukas der Lokomotivführer von Michael Ende.
- Ein Bildhauer in der Puppenspielserie Hallo Spencer.
- Nepomuk Schneidewein, eine Kinderfigur in Thomas Manns Roman Doktor Faustus.